# Guayi
Claudio "Guayi" Mas (Santiago, 9 de julio de 1984) es un músico y dibujante chileno vocalista de la banda funk Papanegro y miembro fundador de Zumbástico studios.

## Biografía
Claudio Mas mejor conocido como "Guayi" es un músico, ilustrador, dibujante y animador chileno, estudió en el Liceo Don Bosco de La Cisterna" en Santiago, al igual que Mario García bajista de lo que después sería Papanegro además de Leonardo Corvalan, Eduardo Ibeas y Pablo Ilabaca miembros de Chancho en Piedra.
Guayi inspirado por los trabajos de su padre Agustín Mas (el cual diseñó portadas del cómic "Icarito" y diseños de letra en Marvel cómics) decide fundar en el año 2002 junto a personas como Gabriel Noe (guitarrista de lo que posteriormente sería Papanegro) y Álvaro Ceppi (animador y director de videoclips) el estudio "Solo Por las Niñas Audiovisual" el cual se encargaba de ilustrar y producir contenido audiovisual animado.
Interesado en la música funk y soul influencia de Estados Unidos tras su viaje a ese país, decide formar junto a Mario García el grupo chileno Papanegro. Guayi desempeñaría el Rol de vocalista y letrista, posteriormente ellos estrenarían el primer álbum del grupo en el año 2003 llamado SuperActivo.
Durante 2004 y 2006 los proyectos de Guayi fueron aumentando, en 2005 junto a Papanegro estrenan su segundo álbum, llamado Compacto en el cual hay un videoclip de la canción Abusé dirigido por el ya mencionado Álvaro Ceppi. En 2006 de parte del estudio "Solo por las niñas Audiovisual" se estrena una serie animada llamada Block! la cual fue creada por Guayi, esta serie tiene como tema principal la canción Oye Amigo la cual pertenece al ya antes mencionado disco de Papanegro "Compacto", además, la canción ya mencionada tuvo un videoclip basado en el estilo animado de Block!.
Llegó 2007 y Papanegro estrenaría su álbum llamado 7 por iniciativa de Guayi (tras ver una revista de ilustración llamada Justapox) decide que cada canción del disco tendría un videoclip hecho por artistas freelance de la época, de esa forma podían exponer el talento de diversos diseñadores/animadores chilenos.
En 2010 junto a Papanegro lanzan su disco Placer Automático. Llegando 2011 se estrena un nuevo programa de la mano de "Solo por las niñas Audiovisual" y Guayi llamado Zumbastico Fantástico, el show consta de diversos mini segmentos de comedia animada transmitida por TVN, tras el éxito de esta serie al ser transmitida por Cartoon Network en 2013 el estudio Solo por las niñas Audiovisual pasa a llamarse Zumbastico estudios.
Tras la separación indefinida de Papanegro Guayi decide tomar un nuevo rumbo musical, decidió abordar el estilo Electropop y lanzó en el año 2018 su primer álbum solista bajo el nombre de "Singular".
En 2020 se encuentra creando animaciones para campañas promocionales de "Apruebo" para el plebiscito de Chile llevado a cabo el 25 de octubre. Es miembro del conjunto musical "Klemensia" el cual ha lanzado 3 singles hasta la fecha y realizó el videoclip de Poppin para el músico chileno C-Funk.

## Discografía

### Con Papanegro
- SuperActivo (2003)
- Compacto (2005)
- 7 (2007)
- Placer Automático (2010)
- Desenchufado  (2017)

### Con Klemensia
(Singles)
- Dalo Todo (2020)
- Poco amor (2020)
- Golpe de Taco (2020)

### Solista
- Singular (2018)

## Filmografía

### Papanegro
- No lo dudes (2011)
- Frágil (2012)

### C-Funk
- Poppin (2020)